# 8 decembrie
ianuarie • februarie • martie  • aprilie  • mai  • iunie  • iulie  • august  • septembrie  • octombrie  • noiembrie  • decembrie
8 decembrie este a 342-a zi a calendarului gregorian și a 343-a zi în anii bisecți. Mai sunt 23 de zile până la sfârșitul anului.

## Evenimente

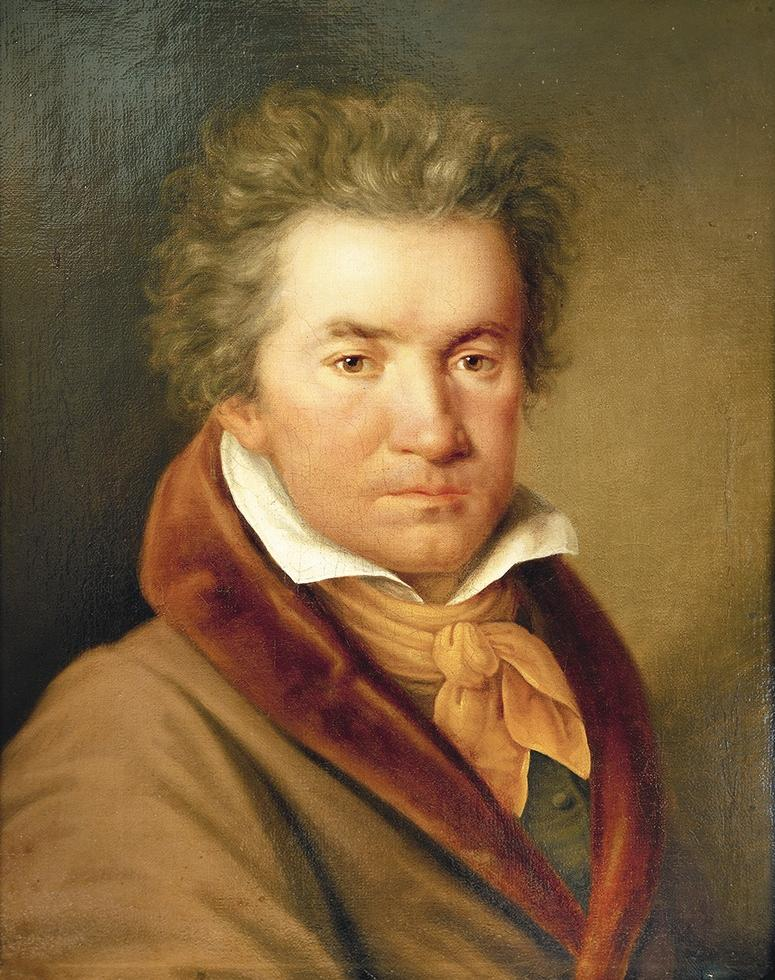
1813: La Viena, Ludwig van Beethoven conduce premiera Simfoniei a 7-a.

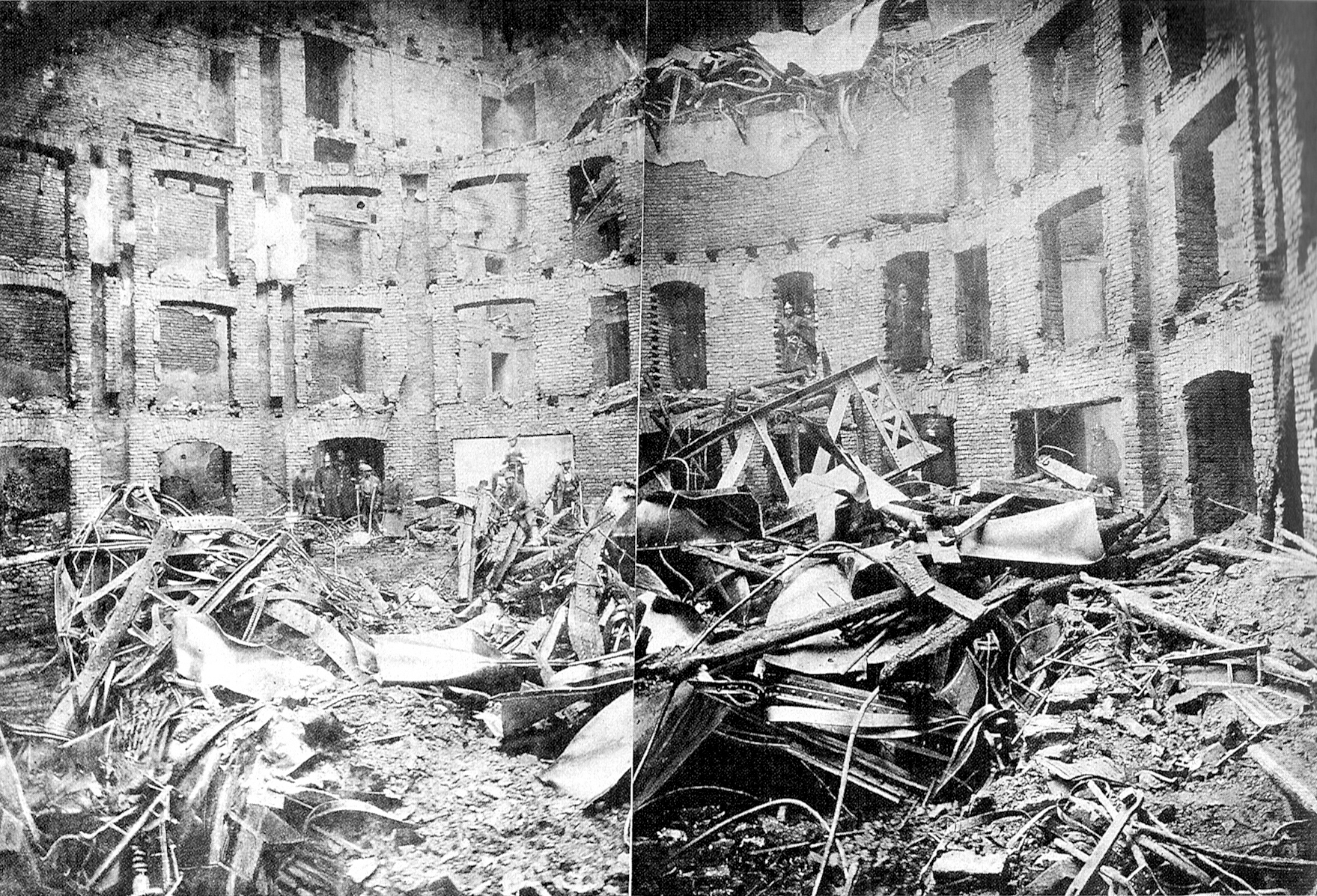
Ruinele incendiului de la Ringtheater din Viena. Evenimentul are efecte internaționale asupra protecției preventive împotriva incendiilor.

1921: Inaugurarea Operei Române din București cu spectacolul „Lohengrin", de Richard Wagner, traducerea lui Șt.O.Iosif, dirijor George Enescu, în regia lui Adalbert Markowsky.

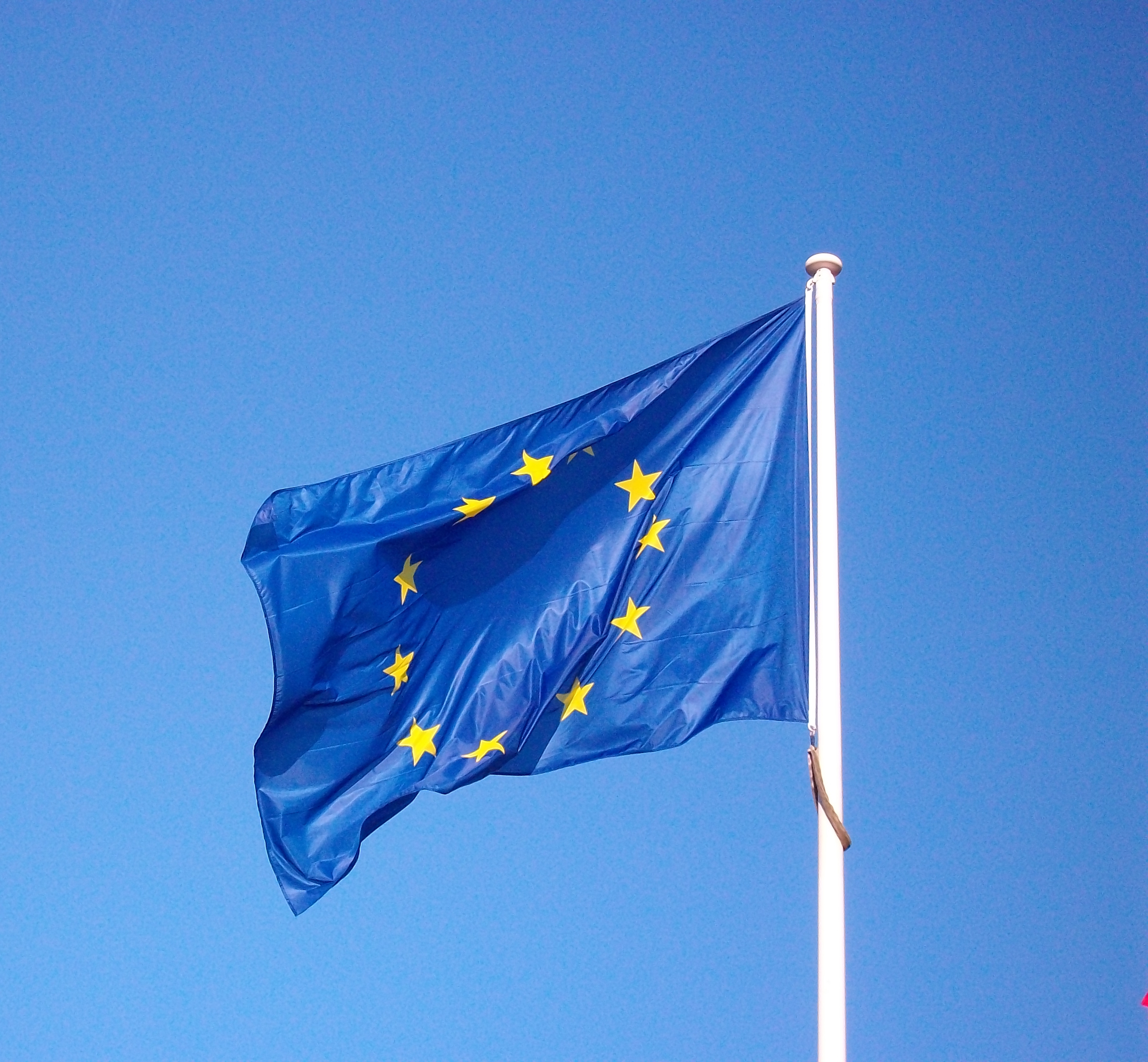
1955: Crearea drapelului european.

- 1660: O femeie (fie Margaret Hughes, fie Anne Marshall) apare pentru prima dată pe o scenă publică engleză, în rolul Desdemona într-o producție a piesei Othello a lui Shakespeare. Până atunci rolurile feminine erau interpretate de bărbați.
- 1609: La Biblioteca Ambrosiană din Milano, se deschide sala de lectură, a doua din Europa acelei vremi.
- 1765: Americanul Eli Whitney a inventat daracul pentru bumbac, care a revoluționat dezvoltarea industriei de prelucrare a acestei materii prime.
- 1813: La Viena, Ludwig van Beethoven conduce premiera Simfoniei a 7-a.
- 1832: A apărut la București, sub conducerea lui Ion Heliade Rădulescu, primul număr din „Buletin, gazeta administrativă", primul periodic românesc oficial, actualul „Monitor Oficial" al României.
- 1846: Inaugurarea localului Bibliotecii Române din Paris, care va deveni și sediul „Societății studenților români".
- 1854: Papa Pius al IX-lea a decretat dogma fundamentală despre Neprihănita Zămislire referitor la Fecioara Maria.
- 1864: Papa Pius al IX-lea promulgă enciclica Quanta cura în care condamnă libertatea de religie și separarea dintre biserică și stat. În anexa Syllabus of Errors el enumeră o listă de 80 de „erori de erezie” articulând învățătura Bisericii Catolice cu privire la o serie de chestiuni filozofice și politice.
- 1869: Primul Conciliu al Vaticanului proclamă dogma infailibilității papei și inspirația divină incontestabilă a Sfintei Scripturi.
- 1881: Un incendiu devastator la Ringtheater din Viena ucide câteva sute de oameni. Evenimentul are efecte internaționale asupra protecției preventive împotriva incendiilor.
- 1904: România semnează, la Haga, alături de alte 24 de state, "Convenția internațională asupra regimului vaselor Crucii Roșii pe timp de război".
- 1905: Papa Pius al X-lea introduce primirea primei Sfinte Împărtășanii la copiii de rit romano-catolic de pretutindeni, ajunși la vârsta înțelegerii (la 7 ani).
- 1907: Regele Gustaf al V-lea al Suediei accede la tronul Suediei.
- 1920: Atentatul cu bombă din Senatul României.
- 1921: Inaugurarea Operei Române din București cu spectacolul „Lohengrin”, de Richard Wagner, traducerea lui Șt.O.Iosif, dirijor George Enescu, în regia lui Adalbert Markowsky.
- 1925: Înființarea în România a „Institutului de Statistică Generală”.
- 1928: Este transmisă la Radio România prima conferință adresată femeilor.
- 1941: Al Doilea Război Mondial: Canada și Noua Zeelandă declară război României.
- 1941: SUA declară război Japoniei.
- 1941: S-a înființat lagărul de exterminare Chełmno, în Polonia ocupată de naziști.
- 1941: Wiktor Alter și Henryk Erlich, politicieni polonezi socialiști cu origini evreiești sunt arestați și acuzați de spionaj de către URSS. În ciuda protestelor Aliaților, vor fi ulterior executați.
- 1945: Mark Ethridge, editor la „Luisvill Courier–Journal" și profesorul C.E. Block întocmesc la sugestia Secretarului de stat american Byrnes, un raport referitor la situația politică din România și Bulgaria. Rapoartele, nepublicate în SUA, confirmă că la București, guvernul era dominat de comuniști, contrar mențiunilor înțelegerii de la Ialta.
- 1955: Crearea drapelului european (un cerc format din 12 stele de aur pe un fond albastru), simbol al uniunii popoarelor Europei. Începând din mai 1986, drapelul european, al Consiliului Europei, este totodată și emblema oficială a Uniunii Europene.
- 1974: Grecia optează, prin referendum, pentru republică și abolirea monarhiei, care fusese instituită în 1832; la 16 iunie 1975 va fi votată o nouă constituție.
- 1976: Formația „The Eagles" lansează unul din cele mai bine vândute albume,  Hotel California.
- 1991: A fost aprobată prin referendum național noua Constituție a României, adoptată de Adunarea Constituantă la 21 noiembrie 1991; elaborarea, dezbaterea și adoptarea Constituției au durat un an și jumătate.
- 1991: Primele alegeri Prezidențiale în Republica Moldova. Președinte al Republicii este ales Mircea Snegur.
- 1991: Liderii Belarusului, Rusiei și Ucrainei au semnat acordurile de la Belaveja, prin care au acceptat dizolvarea Uniunii Sovietice și constituirea Comunității Statelor Independente.
- 1995: Premierul rus, Viktor Cernomârdin și șeful guvernului cecen, Doku Zavgaev, semnează un acord ce consfințește apartenența Ceceniei la Rusia. Cecenia primește o relativă autonomie în domeniul relațiilor  economice și culturale.
- 2004: Douăsprezece țări din America de Sud au semnat o declarație prin care anunțau înființarea Uniunii Națiunilor Sud-Americane, o structură interguvernamentală gândită după modelul Uniunii Europene.
- 2013: Metallica susține un spectacol în Antarctica, devenind prima trupă care cântă pe toate cele șapte continente.
- 2019: Primul caz confirmat de COVID-19 în China.[1]
- 2021: Bundestag-ul l-a ales pe social-democratul Olaf Scholz ca noul cancelar al Germaniei, înlocuindu-o pe Angela Merkel care a guvernat timp de 16 ani.[2]
- 2024: Președintele Siriei, Bashar al-Assad, părăsește Damascul după ce a fost răsturnat, punând capăt președinției sale și regimului Ba'athist sirian după un total de 61 de ani. Opoziția siriană formează guvernul sirian de tranziție ca un guvern provizoriu.[3]

## Nașteri
- 65 î.Hr.: Horațiu, poet latin (d. 8 î.Hr.)
- 1542: Regina Maria Stuart a Scoției (d. 1587)
- 1574: Maria Anna de Bavaria, prima soție a împăratului Ferdinand al II-lea (d. 1616)
- 1699: Maria Josepha de Austria, soția regelui Augustus al III-lea al Poloniei (d. 1757)
- 1708: Francisc I al Sfântului Imperiu Roman (d. 1765)
- 1730: Jan Ingenhousz, biolog, chimist și fiziolog olandez (d. 1799)
- 1795: Peter Andreas Hansen, astronom german (d. 1874)
- 1818: Carol al III-lea, Prinț de Monaco (d. 1889)

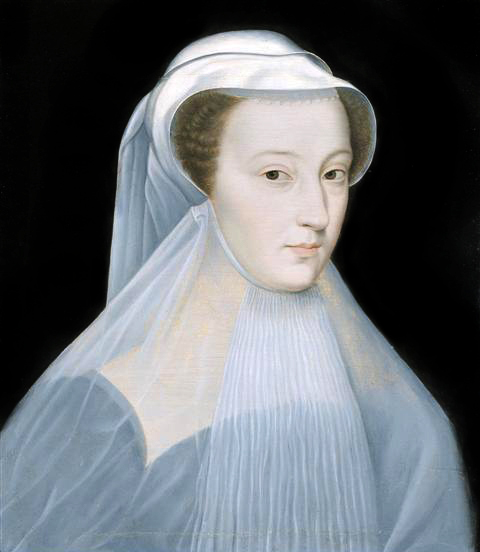
Maria Stuart a Scoției
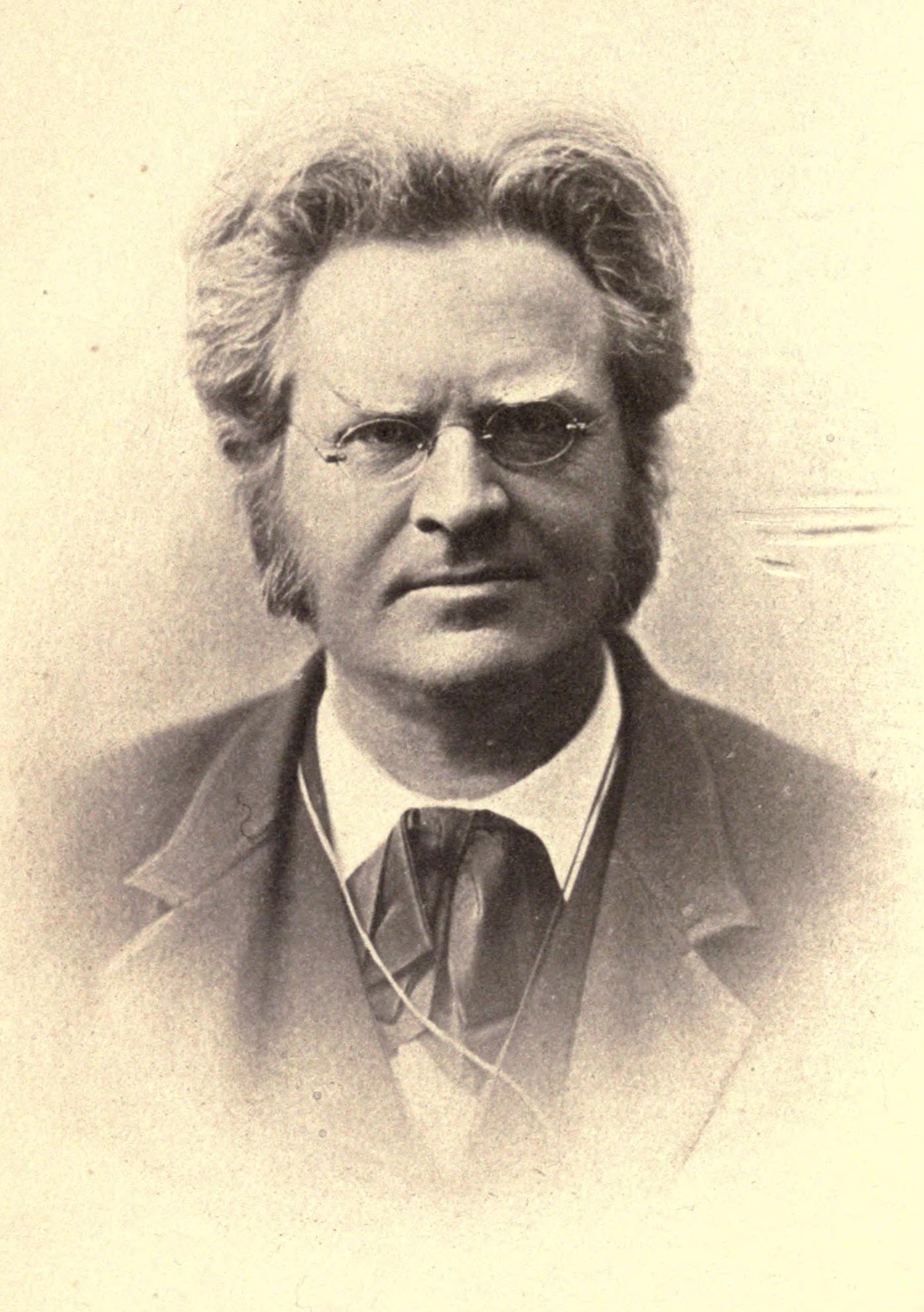
Bjørnstjerne Bjørnson, prozator norvegian, laureat Nobel
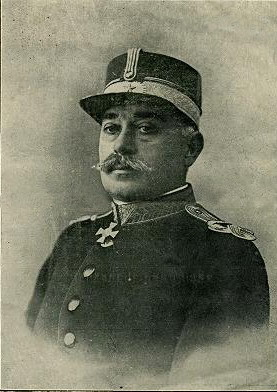
Ion Dragalina, general român în Primul Război Mondial

- 1832: Bjørnstjerne Bjørnson, poet, prozator, dramaturg și ziarist norvegian, laureat al Premiului Nobel pe anul 1903 (d. 1910)
- 1860: Ion Dragalina, general român (d. 1916)
- 1861: Georges Méliès, primul realizator de filme francez (d. 1938)
- 1862: Georges Feydeau, dramaturg francez (d. 1921)
- 1864: Camille Claudel, sculptoriță franceză (d. 1943)
- 1865: Jacques Hadamard, matematician francez (d. 1963)
- 1872: Jenő Janovics, regizor, pionier al cinematografiei, director al Teatrului Maghiar din Cluj (d. 1945)
- 1876: Hortensia Papadat-Bengescu, scriitoare română (d. 1955)
- 1876: Constantin I. Moisil, istoric român (d. 1958)
- 1886: Diego Rivera, pictor mexican (d. 1957)
- 1888: Paul Cavanagh, actor englez (d. 1964)
- 1902: Wifredo Lam, pictor, litograf, sculptor și ceramist cubanez (d. 1982)
- 1908: Ion Lăpușneanu, jucător și antrenor român de fotbal (d. 1994)
- 1916: Richard Fleischer, regizor american (d. 2006)
- 1921: Ecaterina Cazimirov, actriță din Republica Moldova (d. 2012)
- 1922: Lucian Freud, pictor și grafician englez
- 1928: Toma George Maiorescu, scriitor, eseist, profesor, om politic și poet român de origine evreiască (d. 2019)
- 1930: Maximilian Schell, actor austriac (d. 2014)
- 1932: Constantin Foamete, sculptor român (d. 1988)
- 1936: David Carradine, actor american de film (d. 2009)
- 1937: Ion Geru, fizician moldovean
- 1941: Geoff Hurst, jucător englez de fotbal
- 1943: Jim Morrison, solistul formației „The Doors" (d. 1971)
- 1944: Viorel Oancea, politician român
- 1948: Benny Morris, istoric israelian
- 1950: Nicu Vladimir, muzician folk român (d. 1995)
- 1953: Kim Basinger, actriță americană

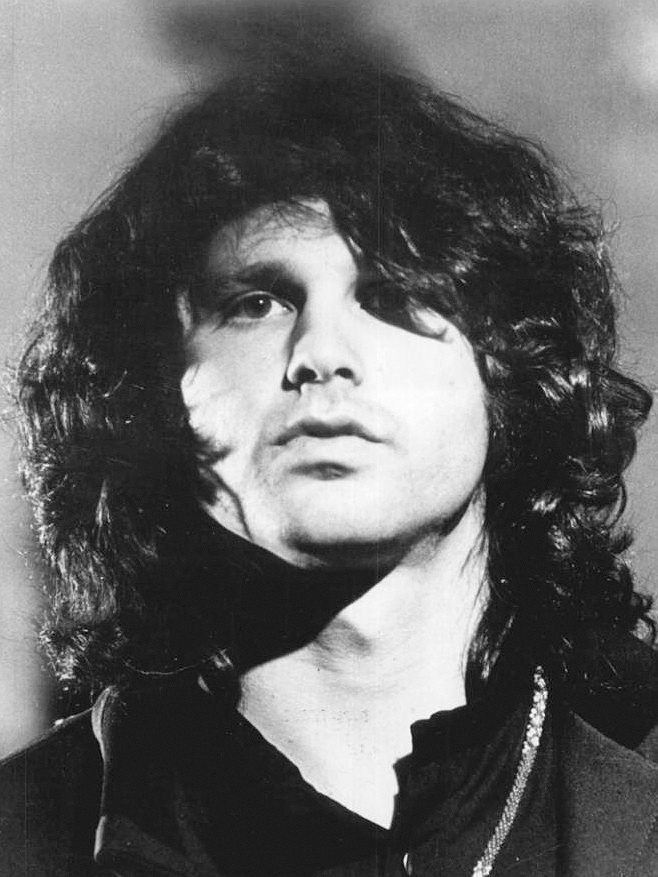
Jim Morrison, solistul trupei The Doors
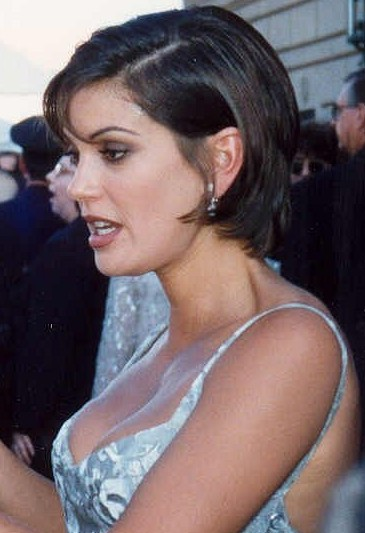
Teri Hatcher, actriță americană
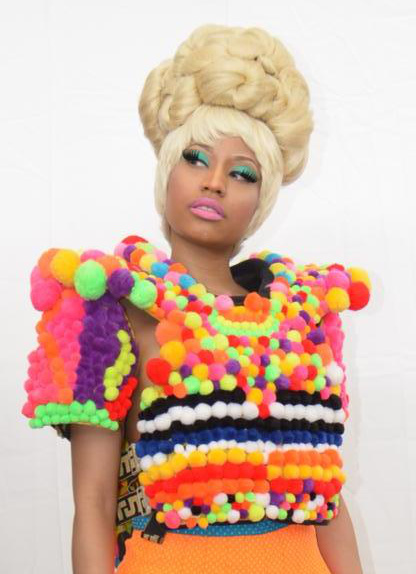
Nicki Minaj, cântăreață americană

- 1956: Dorin Davideanu, scriitor român de science-fiction
- 1957: Ștefan Hrușcă, solist vocal, instrumentist, compozitor român de muzică folk–pop
- 1957: Mihail Kasianov, politician rus, prim-ministru al Rusiei (2000-2004)
- 1958: Ion Varta, istoric din Republica Moldova
- 1959: Barbara Buchholz, muziciană germană (d. 2012)
- 1960: Niculae Bădălău, politician român
- 1964: Teri Hatcher, actriță americană
- 1966: Les Ferdinand, fotbalist englez
- 1966: Sinéad O'Connor, cântăreață irlandeză (d. 2023)
- 1973: Corey Taylor, cântăreț american de muzică rock și heavy metal, solistul trupei Slipknot și Stone Sour
- 1976: Dominic Monaghan, actor britanic
- 1978: Ian Somerhalder, actor american
- 1982: Hamit Altıntop, fotbalist turc
- 1982: Nicki Minaj, cântăreață americană
- 1984: Badr Hari, kickboxer olandezo-marocan
- 1985: Dwight Howard, jucător american de baschet
- 1987: Alexandra Subțirică, handbalistă română
- 1989: Daisy Ducati, actriță porno americană
- 1993: AnnaSophia Robb, actriță americană
- 1994: Raheem Sterling, fotbalist englez

## Decese
- 1722: Elisabeth Charlotte, Prințesă a Palatinatului, soția lui Filip I, Duce de Orléans (n. 1652)
- 1744: Marie Anne de Mailly, metresa regelui Ludovic al XV-lea al Franței (n. 1717)
- 1769: Joseph Friedrich Ernst, Prinț de Hohenzollern-Sigmaringen, strămoșul regelui Carol I al României (n. 1702)
- 1793: Madame du Barry, metresa regelui Ludovic al XV-lea al Franței (n. 1743)
- 1830: Benjamin Constant, scriitor, om politic francez de origine elvețiană (n. 1767)
- 1907: Oscar al II-lea, rege al Suediei și Norvegiei (n. 1829)
- 1912: Tony Robert-Fleury, pictor francez (n. 1837)

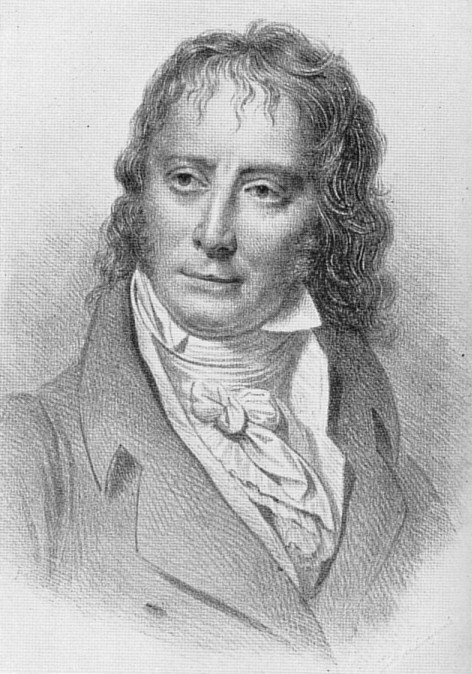
Benjamin Constant, scriitor, om politic francez
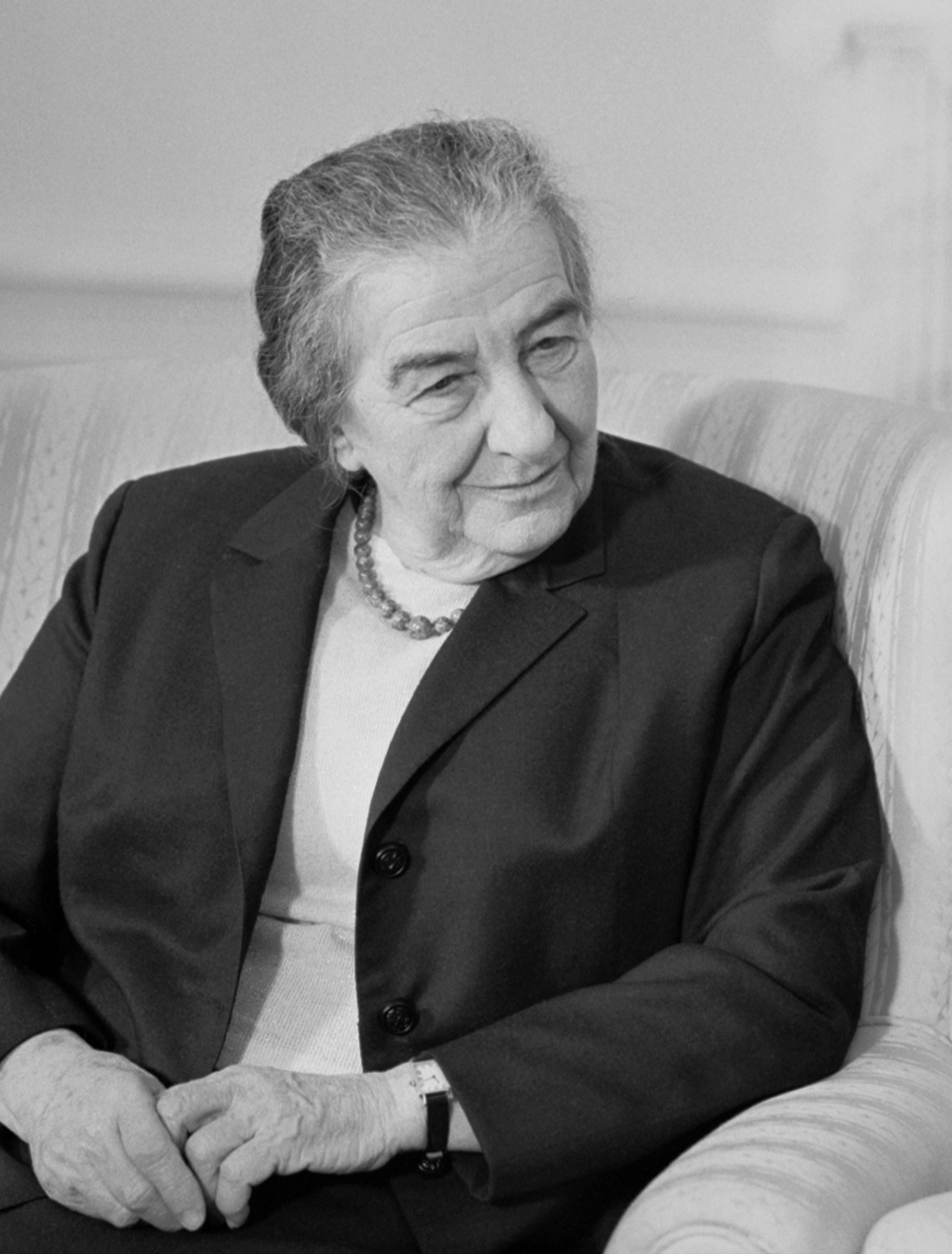
Golda Meir, al 4-lea prim-ministru al Israel
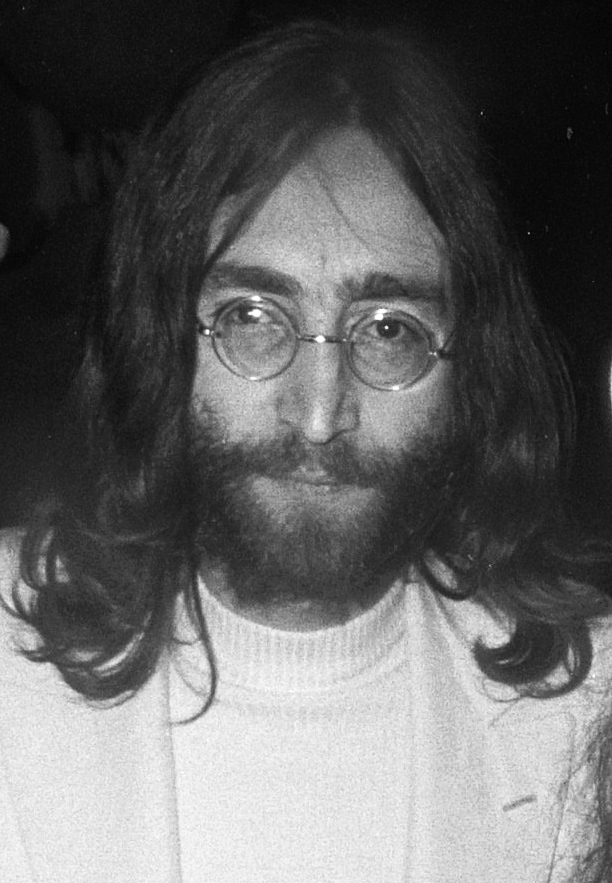
John Lennon, muzician britanic (The Beatles)

- 1978: Golda Meir, politician ruso-israelian, al 4-lea prim-ministru al Israel (n. 1898)
- 1980: John Lennon, cântăreț-compozitor, chitarist, activist britanic (The Beatles) (n. 1940)
- 1981: Ion Dacian, tenor român (n. 1911)
- 1996: Marin Sorescu, poet, prozator și dramaturg român, membru al Academiei Române (n. 1936)
- 2004: Dimebag Darrell, chitarist american (Pantera, Damageplan) (n. 1966)
- 2007: Ioan Fiscuteanu, actor român (n. 1937)
- 2016: John Glenn, astronaut american (n. 1921)
- 2016: Romulus Rusan, scriitor român (n. 1935)
- 2019: Juice Wrld, rapper, cântăreț și compozitor american (n. 1998)
- 2020: Alejandro Sabella, jucător și antrenor argentinian de fotbal (n. 1954)

## Sărbători
- Sfinții Cuvioși Patapie și Sofronie; Sfinții Apostoli Tihic, Cezar și Onisifor (calendar creștin-ortodox)
- Sfântul Paharnic Neprihănit Cuvios Atotștiutor Teodor Dorde (calendar creștin-ortodox)
- Neprihănita Zămislire a Sf. Fecioare Maria (calendar romano-catolic)
- Sf. Patapiu (calendar greco-catolic)
- Ziua Constituției României
- Ziua Iluminării lui Buddha (după calendarul japonez)